# Czerwony Brzeg (przystanek kolejowy)
Czerwony Brzeg (biał. Красны Беражок, ros. Красный Бережок) – przystanek kolejowy w miejscowości Czerwony Brzeg, w rejonie wilejskim, w obwodzie mińskim, na Białorusi. Położony jest na linii Połock - Mołodeczno.